# L'Élixir du révérend père Gaucher
L'Élixir du révérend père Gaucher est une des nouvelles des Lettres de mon moulin d'Alphonse Daudet. 

## Publication
L'Élixir du révérend père Gaucher est initialement publié dans Le Figaro du 2 octobre 1869, avant d'être inséré la même année dans la première édition en recueil par Hetzel des Lettres de mon moulin.
En 1890, Henri Magron illustre cet ouvrage avec des photographies de mises en scène et le publie à compte d'auteur. Cette réalisation est considérée comme la première tentative française d’illustration d'ouvrages par la photographie puis Charles Mendel réédite cet ouvrage en 1894.

## Résumé
Frère Gaucher, bouvier à l'abbaye de Frigolet, a l'idée de confectionner et vendre un élixir pour sauver de la ruine le monastère. La réussite établie, les chanoines de la communauté s'accommodent alors des dérives d'ivrogne du désormais révérend père Gaucher ;
« Effectivement, à partir de ce moment-là, tous les soirs, à la fin des complies, l’officiant ne manquait jamais de dire :
— Prions pour notre pauvre Père Gaucher, qui sacrifie son âme aux intérêts de la communauté… Oremus Domine…
Et pendant que sur toutes ces capuches blanches, prosternées dans l’ombre des nefs, l’oraison courait en frémissant comme une petite bise sur la neige, là-bas, tout au bout du couvent, derrière le vitrage enflammé de la distillerie, on entendait le père Gaucher qui chantait à tue-tête. »

## Adaptations
En 1954, la nouvelle est adaptée dans le film à sketches Les Lettres de mon moulin de Marcel Pagnol.
L'Élixir du révérend père Gaucher a également été enregistré par Fernandel.